# Kurt Nordström
Kurt Nordström, född  3 november 1935 i Sankt Matteus församling, Stockholm, , död 13 augusti 2011 i Uppsala, var en svensk mikrobiolog, professor i ämnet vid Uppsala universitet].
Kurt Nordström studerade vid Kungliga tekniska högskolan i Stockholm, där han blev civilingenjör 1968, teknologie licentiat 1962 och disputerade för teknologie doktorsgrad 1964.  Hans avhandling handlade om bryggerijäst. Han var docent i mikrobiologi vid Umeå universitet 1966–1971 och extra biträdande professor där 1971–1975. Han var sedan professor i experimentell mikrobiologi vid Odense universitet 1976–1982, innan han 1982 blev professor vi mikrobiologi vid Uppsala universitet.  Från 1987 var han mledamot av Vetenskapsakademien. 
Kurt Nordström var gift 1980–1984 med Ulla Marie Henriksson och från 1989 med Sylvi Gunnarsson- Han är gravsatt i minneslunden på Uppsala gamla kyrkogård.